# Picassent (kommun)
Picassent är en kommun i Spanien.   Den ligger i provinsen Província de València och regionen Valencia, i den östra delen av landet, 300 km öster om huvudstaden Madrid. Antalet invånare är 20 265. Arean är 86 kvadratkilometer. Picassent gränsar till Alcàsser, Alfarp, Almussafes, Benifaió, Llombai, Montserrat, Silla och Torrent. 
Terrängen i Picassent är platt åt nordost, men åt sydväst är den kuperad.